# Miguel Ângelo da Luz
Miguel Angelo da Luz Coelho (Rio de Janeiro, 5 de abril de 1959) é um treinador de basquetebol brasileiro e também professor de Educação Física, atualmente está trabalhando na Escola Eleva em Botafogo e na Barra RJ. Sua biografia é contada no livro "NÃO É SÓ SORTE" - MIGUEL ANGELO DA LUZ E O MELHOR BASQUETE FEMININO DO MUNDO  de autoria de Luciano Maluly e Marcelo Cardoso (COM-ARTE, 2024)

## Carreira
Miguel Ângelo da Luz teve em sua carreira de treinador muitas glórias. Iniciou-se no ramo em 1979, no Vasco da Gama. Treinou também os clubes Olaria (RJ), Jequiá (RJ), América (RJ), Grajaú Country Club (RJ), Uberlândia (MG), Ajax (GO) e Flamengo(RJ).
Porém, foi na Seleção Brasileira de Basquetebol que teve mais destaque. Pela feminina, foi campeão mundial em 1994, na Austrália, e medalha de prata nos Jogos Olímpicos de Verão de 1996.
Quando foi convidado para ser o técnico da Seleção Brasileira Feminina, em 1993, Miguel era técnico do Basquete Masculino do Grajaú Country Club e acumulou as funções. Em 1994, quando conquistou o título mundial com a Seleção Feminina, o técnico ainda comandava o time Masculino do clube carioca. Portanto, é legítimo afirmar que Miguel representou as cores do Grajaú Country Club no campeonato Mundial da Austrália, conquistado com especial mérito pela Seleção Brasileira.
Em 2009, assumiu o cargo de coordenador de desportos olímpicos do Botafogo de Futebol e Regatas.
Em 2012 assumiu o cargo de técnico do Tijuca/Rio de Janeiro para a disputa da quinta edição do NBB.

## Títulos

### Flamengo
- Campeonato Carioca
  - campeão adulto (Flamengo - 1994, 1995, 1996 e 2002)

### Seleção Brasileira

#### Masculina
- Campeonato Sul-Americano Sub-22
  - campeão (Chile - 1992)

#### Feminina
- Jogos Olímpicos
  - medalha de prata em Atlanta (EUA - 1996)
- Campeonato Mundial
  - campeão (Austrália - 1994)
- Copa América – Pré-Mundial
  - vice-campeão (Brasil - 1993)
- Campeonato Sul-Americano
  - campeão (Bolívia - 1993 e Brasil - 1995)
- Copa América Juvenil
  - campeão (México - 1992)
- Campeonato Sul-Americano Juvenil
  - campeão (Chile - 1992)

### Outros Clubes
- Campeonato Nacional
  - campeão (Telemar - 2005).
- Campeonato Carioca
  - campeão adulto (Telemar - 2004)
  - campeão cadete (Fluminense - 1988)
  - campeão infantil (Vasco - 1982)